# Eupithecia incresata
Eupithecia incresata là một loài bướm đêm trong họ Geometridae.